# Lista de telesséries e telenovelas infantojuvenis de Portugal
Esta é uma lista de séries e novelas exclusivamente portuguesas, feitas para o público infanto-juvenil.

## RTP
- Riscos[1]
- Água de Mar[2]
- Casa do Cais[3]
- Pai à Força[4]
- O Diário de Sofia[5]
- O Bando dos 4 (1990)[6]
- Pai à Força
- Quarenteens

## TVI
- Doce Fugitiva
- Morangos Com Açúcar
- Ana e os Sete
- I Love It
- Massa Fresca
- Inspector Max
- O Prédio do Vasco
- Campeões e Detectives
- O Clube das Chaves
- O Bando dos Quatro
- Detective Maravilhas
- Portal do Tempo
- Super Pai
- Olá Pai

## SIC
- Uma Aventura[7]
- Rebelde Way[8]
- Lua Vermelha[9]
- Floribella[10]
- Chiquititas[11]
- A Minha Família É uma Animação[12]
- Aposta que Amas[13]
- Médico de Família[14]